# Da-y fuerte
Da-y fuerte es el quinto álbum de estudio del grupo asturiano Los Berrones, publicado por Boomerang Records en abril de 1998. Fue el último disco de estudio del grupo en cinco años, hasta la publicación en 2003 de República Independiente de Tolivia, y el primero sin el guitarrista Velino Blanco.

## Lista de canciones
| N.º | Título                       | Duración |  |
| 1.  | «Polo»                       | 3:49     |  |
| 2.  | «Un sinvergüenza»            | 4:43     |  |
| 3.  | «Nun me toques les campanes» | 4:51     |  |
| 4.  | «Calcar na tená»             | 3:08     |  |
| 5.  | «Sé d'un llugar»             | 4:42     |  |
| 6.  | «Venti años»                 | 4:03     |  |
| 7.  | «Yá la caguemos»             | 4:57     |  |
| 8.  | «Amor ciegu»                 | 5:09     |  |
| 9.  | «Solitariu»                  | 5:08     |  |
| 10. | «País tropical»              | 5:11     |  |
| 11. | «Le grand cochon»            | 5:23     |  |
| 12. | «Mierda pa ti»               | 4:13     |  |